# Jacques Joseph Hubar
Jacques Joseph Hubar (Sint-Truiden, 13 april 1749 - Parijs, 20 februari 1804), was een Belgische jurist en bestuurder. Hij had een licentiaat in burgerlijk en kerkelijk recht en werkte als advocaat en vrederechter in Sint-Truiden, waar hij ook als raadslid en later als burgemeester actief was. Hubar was de zoon van Jacques Antoine Hubar, burgemeester van Sint-Truiden, en Catharina Lintermans.

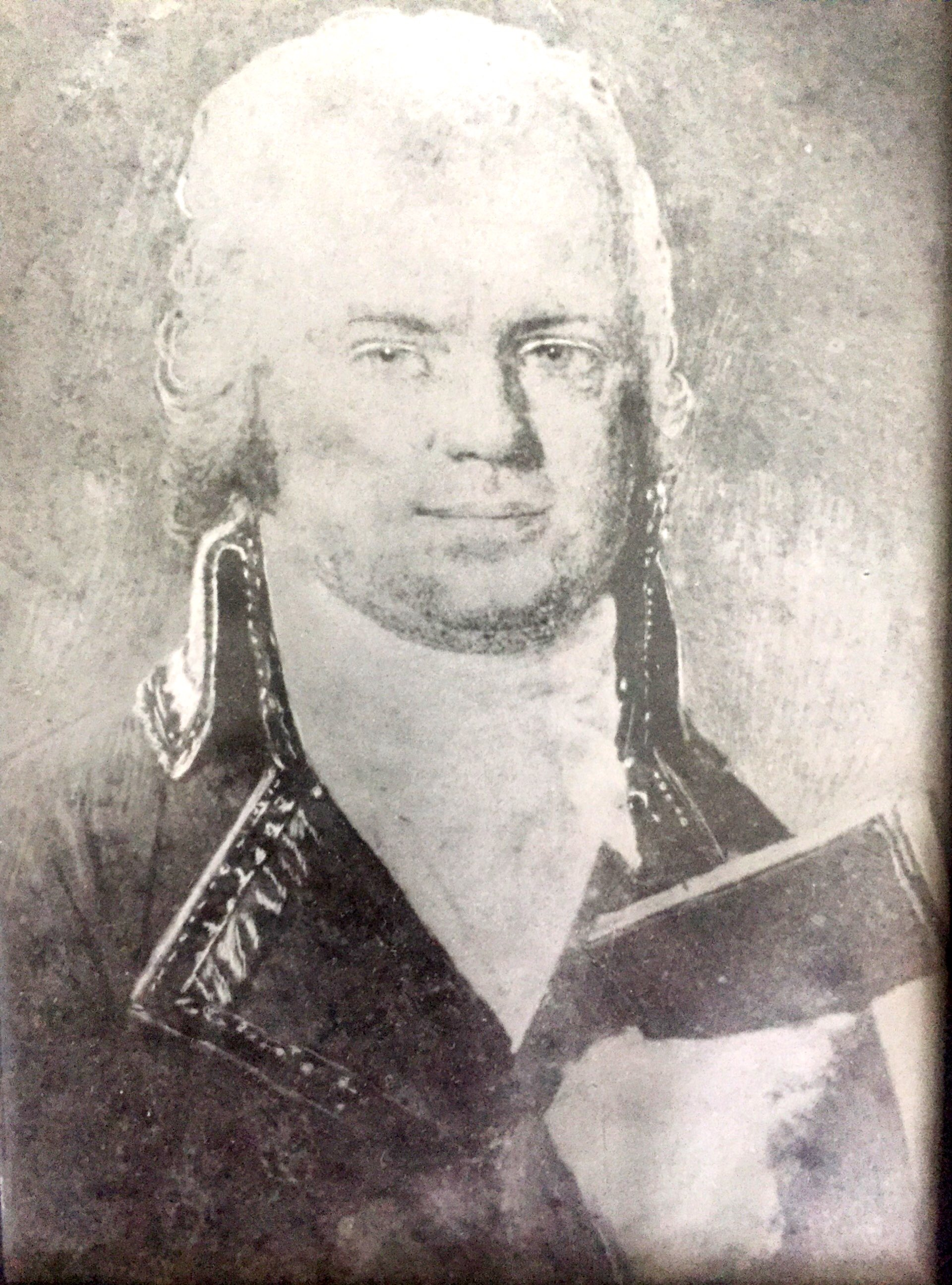

Hij was schepen van de bisschop van Luik te Sint-Truiden en lid van de civiele rechtbank van het departement Nedermaas. Als aanhanger van de Franse ideeën werd hij na de revolutie, (21 germinal jaar V, 10 april 1797) namens het departement Nedermaas afgevaardigd in de Raad van Ouden, dat wil zeggen ouder dan 40 jaar, die de wetsvoorstellen van de Raad van Vijfhonderd moest goedkeuren, de voorloper van de Senaat). Hij werd tevens een van de secretarissen van deze Raad.
Als zodanig zijn er verschillende publicaties van zijn hand.
Later, op 4 nivôse jaar VII (25 december 1799) werd hij krachtens een besluit van de Sénat conservateur afgevaardigd in het Corps législatif, het Wetgevend Lichaam van de Franse Republiek, waarin hij tot zijn dood in 1804 zitting had. Hij woonde in die periode deels in Versailles, deels in Sint-Truiden. Hubar was getrouwd met Catharine Lambertine Ouwerx. Een van zijn zoons, Sebastien Trudo Adrien Hubar, vestigde zich later in Nederland.